# Dai Nippon Butoku Kai
Dai Nippon Butoku Kai (大日本武徳会), forkortet DNBK, var en privat organisation, der blev etableret i Kyoto, Japan i år 1895.
Formålet med DNBK er, at restaurere den klassiske kampkultur, fremme international fred og harmoni gennem uddannelse og træning af de japanske kampdiscipliner.

## Historie

### Meiji-perioden (1868-1912)
Dai Nippon Butoku Kai (DNBK) blev oprettet i 1895 som en privat organisation. Under anden verdenskrig ville det japanske regime styrke sin uddannelse af unge i traditionel japanske kampstilarter, derfor blev DNBK optaget som en offentlig organisation under ledelse af det japanske Undervisningsministeriet og sanktioneret af kejser Meiji. Formålet med organisationen var på dette tidspunkt, at standardisere kampdisciplinerne i Japan. Organisationen var den første organisation inden for kampdiscipliner, der blev sanktioneret af den japanske regering.
I en tid, hvor udenlandsk indflydelse blev betragtet som en trussel mod den japanske identitet, blev DNBK dannet primært for at forevige japanske kulturelle traditioner inden for kamdiscipliner.
For at lette videreførelsen af disse traditioner tillod Meiji-regeringen udføre følgende:
- Afholde opvisninger og sportsturninger,
- Samle våben og udstyr,
- Bevare dokumenter omhandlende kampdiscipliner
- Udgive kamprelaterede materialer

### Efter Anden Verdenskrig (1945-)
I 1946, efter afslutningen af Anden Verdenskrig, udsendte den øverstkommanderende for de Allierede Styrker et direktiv, til at opløse alle militær-relaterede organisationer og Nippon Butoku-kai (DNBK) blev hermed lukket. I 1953 blev den nuværende DNBK genetableret som en privat organisation, med et nyt charter og en ny filosofisk vision. Forbundet have dog ikke samme opbakning som før krigen og mange af de stilarter de tidligere havde repræsenteret havde etableret sig i nye nonprofit forbund.
De nye formål understreger bevarelsen af kampsport traditionen og understreger at genoprette arv og dyder inden for kampkultur samt fremme uddannelse og samfundstjeneste gennem kampsportuddannelse.
Den første officielle division uden for Japan blev oprettet i Virginia, USA og i 1985 blev en afdeling oprettet på den østlige kyst, USA.
I 1992 etablerede DNBK 'The International Division' (Den Internationale Division) under ledelse af Tesshin Hamada, der har til formål at føre tilsyn med alle internationale medlemmer. I 2011 har DNBK repræsentanter og koordinatorer i Canada, Storbritannien, Italien, Belgien, Portugal, Israel, Ungarn, Rusland, Tyskland, Spanien, Malta, Frankrig og USA, Hawaii, Australien, Rumænien, Schweiz, Armenien, Chile, Schweiz, Grækenland, Gibraltar, Østrig og Nepal.

## Kampdiscipliner
Discipliner som er officielt afprøvet og godkendt af Dai Nippon Butoku Kai (DNBK) inkluderer følgende:
- Aikido
- Daitō-ryū Aiki-jūjutsu
- Jōjutsu
- Judo
- Jujutsu
- Karate
- Kendo
- Kosshijutsu
- Kyujutsu
- Iaidō
- Okinawan kobudo
- Sōjutsu

## Legitimitet
Honbu Dai Nippon Butoku Kai (DNBK) autoriserer og certificerer kampsport. I 2011 havde DNBK registreret næsten to tusinde dan-graduerede ( Yudansha) i 35 nationer.

## Repræsentanter

### Kendo
Blandt de opførte repræsentanter for International Division er Kim Baylor, som har titlen Renshi i Kendo. Yderligere er Manabu Adachi, Hanshi, 9. Dan i Kendo og Masakatsu Tsujino, Hanshi, 9. Dan i Kendo rådgivere for bestyrelsen.
Nogle af de historiske højdepunkter vedrørende Kendo er følgende:
- 1895: The Dai Nippon Butoku Kai (DNBK) blev stiftet i Kyoto, Japan.
- 1942: DNBK kontrollerede All Japan Kendo Federation og startede på at udbrede kendo.
- 1998: De officielle udøvere demonstratede disciplinen kendo.
- 2011: Kendo blev gennemført ved Kyoto Elite Budo Seminar i Kyoto.

## Internationale kendoorganisationer
Øvrige internationale kendoorganisationer der organiserer den moderne for Kendo er følgende organisationer:
- All Japan Budo Federation (AJBF)
- International Kendo Federation (FIK)
- International Budokan Kendo Federation (IBKF)
- International Martial Arts Federation (IMAF)

## Ekstern henvisning
- Officiel website for Dai Nippon Butoku Kai (DNBK).

## Relaterede filer til denne artikel
| Portal | Portal:Sport |